# لاکهید کرپوریشن

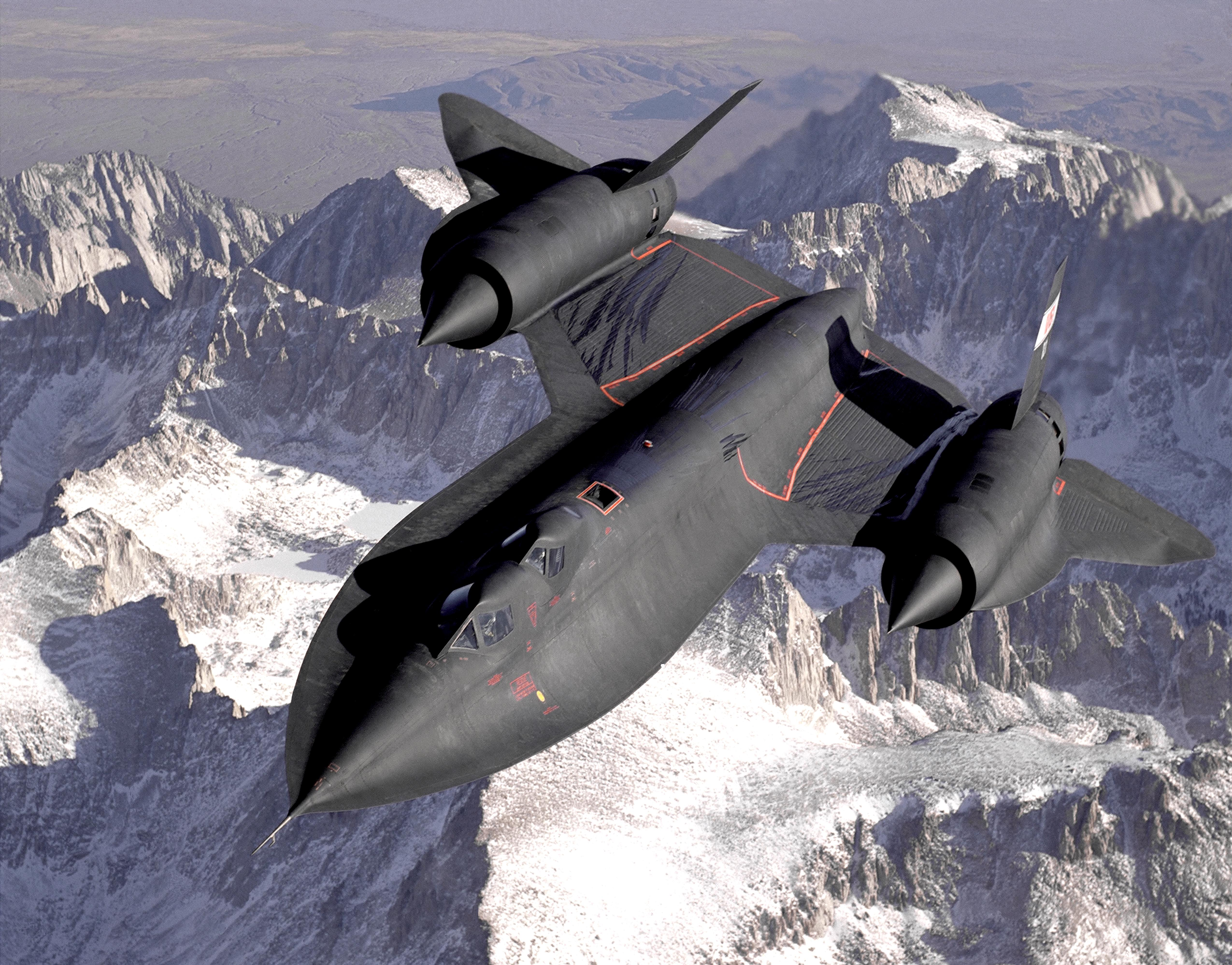
لاکهید اس آر-۷۱ پرنده سیاه

لاکهید (به انگلیسی: Lockheed Corporation) شرکت هوافضای آمریکایی بود، که در سال ۱۹۱۲ توسط دو برادر به نام‌های آلن و مالکوم لاکهید در سان فرانسیسکو تحت نام آلکو هیدرو-اروپلن کمپانی تأسیس شد.
این شرکت در سال ۱۹۱۶ به سنتا باربارا، کالیفرنیا منتقل شد و نام آن نیز به لاکهید ایرکرفت کمپانی تغییر پیدا کرد. شرکت لاکهید در سال ۱۹۲۱ در پی رکود مالی پس از جنگ جهانی اول اعلام ورشکستگی کرد و تولیدات کارخانه خود در سنتا باربارا را متوقف نمود.
در سال ۱۹۲۶ آلن لاکهید، جک نورتروپ (مؤسس شرکت نورتروپ) و کنت جی، با تغییر اندکی که در نام شرکت دادند، اقدام به راه‌اندازی شرکت جدیدی بنام شرکت لاکهید، با استفاده از دارایی‌های شرکت ورشکسته لاکهید، نمودند. این شرکت در طول دو سال نخست آنچنان موفق عمل کرد، که در سال ۱۹۲۹ در هر هفته ۵ هواپیما تولید می‌کرد.
شرکت لاکهید در طول سال‌ها فعالیت در عرصه صنایع هوافضا، همواره به‌عنوان یکی از بزرگترین تولیدکنندگان هواپیماهای تجاری، ترابری و نظامی، جهان شناخته می‌شد. از تولیدات این شرکت می‌توان به: لاکهید پی-۳۸ لایتنینگ، لاکهید سی-۱۴۱ استارلیفتر، لاکهید سی-۵ گالکسی، لاکهید یو-۲، لاکهید ای‌سی-۱۳۰، لاکهید اس آر-۷۱ و لاکهید ایکس-۷ اشاره کرد.
شرکت لاکهید در سال ۱۹۹۵ با شرکت مارتین مریتا ادغام شد و شرکت لاکهید مارتین را به وجود آورد.